# Valthermond
Valthermond (52° 53′ N, 6° 58′ L) é uma cidade dos Países Baixos, na província de Drente. Valthermond pertence ao município de Borger-Odoorn, e está situada a 13 km, a norte de Emmen.
A área de Valthermond, que também inclui as partes periféricas da cidade, bem como a zona rural circundante, tem uma população estimada em 3580 habitantes.